# BABYMETAL×キバオブアキバ
「BABYMETAL×キバオブアキバ」（ベビーメタル と キバオブアキバ）は、BABYMETALとキバオブアキバとのスプリットシングル。2012年3月7日に重音部RECORDSから発売された。

## 音楽性
BABYMETAL 「いいね!」
エレクトロ＋スクリーモ系のサウンドをベースに、ヒップホップ系トラックからのブレイクダウン、デスメタルサウンドにスクリームが炸裂するパート・チェンジなど、カオスな楽曲となっている。
キバオブアキバ 「Party @The BBS」
"BBSでパーティーしようぜ"がテーマのインターネットを舞台としたヘヴィ・チューンで、「ここで待っているよ、君を待っているよ」といったフレーズが哀愁のあるメロディで歌われており、恋愛ソングとも受け取れる楽曲になっている。

## プロモーション
プロモーションはBABYMETALが担当し、タワーレコード新宿店では、独自企画「NO MUSIC, NO IDOL?」の第11弾コラボレーションポスターに起用されたほか、タワーレコード渋谷店B1 STAGE ONEでは、2012年4月6日に同店でのインストアライブ「15分一発勝負！！〜見えづらっくってゴメンなさい！！〜」が開催された。メディアへの露出では、2012年3月にMUSIC ON! TV「オリエンタルラジオのツギクルッ!」およびニッポン放送「ミュ〜コミ+」へゲスト出演した。また、CD購入者の応募抽選特典として、KISS OF DEATHデザインのコラボレーションTシャツが製作された。

## アートワーク
ジャケット写真は、BABYMETALのトレードマークとなっている“キツネ”サインと、キバオブアキバを象徴とする“キバ”をモチーフにした“キバキツネ”（キバを生やしたキツネの女の子）が突如秋葉原の街に出現するというテーマのイラストに仕上がっている。

## ミュージック・ビデオ
BABYMETALの「いいね!」のミュージック・ビデオ（以下MV）はスズキダイシン（Daishinszk）が監督を務めており、2012年2月24日にYouTube上のトイズファクトリーオフィシャルチャンネルからエディットバージョンが、2012年11月8日にBABYMETALオフィシャルチャンネルからフルバージョンが公開された。また、2012年4月8日にSHIBUYA-AXで開催された「第2回アイドル横丁祭!!」での同曲のライブの模様を収めたライブMVも存在し、4月27日にトイズファクトリーオフィシャルチャンネルから、11月8日にBABYMETALオフィシャルチャンネルから公開された。

## ライブ・パフォーマンス
BABYMETALの「いいね!」は、ライブでは2012年1月9日にShibuya O-WESTで開催されたイベント「WOMEN'S POWER 20th Anniversary」で初披露された。

## 収録内容
1. いいね![注 1]
作詞：中田カオス、作曲：Mish-Mosh、編曲：daiki kasho
歌：BABYMETAL
※フジテレビ系列「優しい人なら解ける クイズやさしいね」のテーマソングに使用されている。
2. Party @The BBS
作詞・作曲・編曲：キバオブアキバ
歌：キバオブアキバ

ボーナストラック
1. 君とアニメが見たい 〜Answer for Animation With You
作詞・作曲・編曲：キバオブアキバ
歌：BABYMETAL feat. 君
※キバオブアキバのカバー
2. ド・キ・ド・キ☆モーニング Ver.Koa
作詞：NAKAMETAL、作曲：のりぞー・村カワ基成、編曲：SOH（Oh! S-D）・村カワ基成・キバオブアキバ
歌：キバオブアキバ
※BABYMETALのカバー